# Heloniopsis kawanoi
Heloniopsis kawanoi är en nysrotsväxtart som först beskrevs av Gen-Iti Koidzumi, och fick sitt nu gällande namn av Masaji Masazi Honda. Heloniopsis kawanoi ingår i släktet Heloniopsis och familjen nysrotsväxter.
Artens utbredningsområde är Nansei-shoto. Inga underarter finns listade.